# Synasellus meirelesi
Synasellus meirelesi is een pissebed uit de familie Asellidae. De wetenschappelijke naam van de soort is voor het eerst geldig gepubliceerd in 1959 door Braga.